# Oulactis plicata
Oulactis plicata is een zeeanemonensoort uit de familie Actiniidae.
Oulactis plicata is voor het eerst wetenschappelijk beschreven door Hutton in 1878.